# Stay (película de 2013)
Stay es una película de 2013 dirigida por Wiebke von Carolsfeld, quien adaptó la historia de la novela de Aislinn Hunter. La película está protagonizada por Taylor Schilling, Aidan Quinn y Michael Ironside. Es una coproducción dramática canadiense-irlandesa.

## Reparto
- Taylor Schilling como Abadía
- Aidan Quinn como Dermot Fay
- Michael Ironside como Frank
- Brian Gleeson como Liam Meehan
- Barry Keoghan como Sean Meehan
- Rayleen Kenny como Mary Meehan
- Danika McGuigan como Deirdre McGilloway
- Chris McHallem como Michael
- Pascale Montpetit como Céline
- Gina Moxley como Mrs. Brennan

## Producción
La película es una producción conjunta canadiense-irlandesa de Amerique Film, Samson Films y Submission Films. Los productores son Martin Paul-Hus, David Collins, Andrew Boutillier y Martina Niland, y el productor ejecutivo es Mark Slone. Stay se filmó en Connemara, Country Galway, Irlanda y Montreal, Quebec, Canadá.

## Estreno
La película fue estrenada por primera vez en Canadá, en el Festival Internacional de Cine de Toronto, el 9 de septiembre de 2013.